# Childe Roland alla Torre Nera giunse

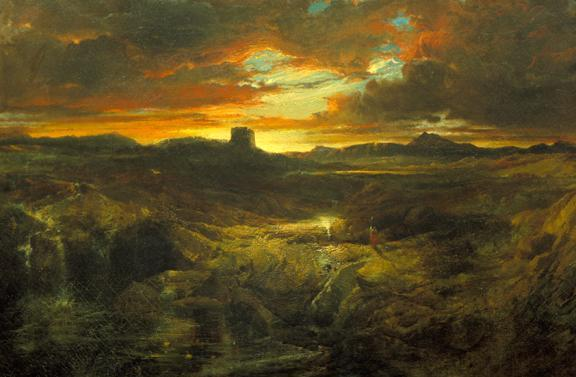
Thomas Moran, Childe Roland to the Dark Tower Came

Childe Roland alla Torre Nera giunse (Childe Roland to the Dark Tower Came) è un poema dello scrittore inglese Robert Browning, scritto nel 1855 e pubblicato per la prima volta nella raccolta Men and Women.

## Struttura
Il poema si articola in trentaquattro stanze di sei versi ciascuna con uno schema metrico A-B-B-A-A-B. I versi sono pentametri giambici, ovvero il tipo di verso tipico della poesia inglese.

## Contenuto
La vicenda è narrata in prima persona da Childe Roland, un cavaliere che si è messo in viaggio alla ricerca di una misteriosa Torre Nera. 
Roland si mette alla ricerca della Torre sotto consiglio di uno "storpio canuto", da cui crede di essere stato ingannato. Viene così iscritto alla "Banda", ovvero quel gruppo di cavalieri alla ricerca della Torre Nera, ma poiché il viaggio si rivelerà lungo e difficoltoso le speranze del protagonista si affievoliranno, e inizierà a chiedersi se sia in grado di compiere la missione. Pur dubbioso, Roland entrerà in una pianura sconfinata e desolata, con una vegetazione morente e degli animali, tra cui un cavallo, moribondi e orribili. Pur di non vedere la devastazione intorno a lui, Roland ripenserà a se stesso e al suo passato e si ricorderà di due suoi amici cavalieri, Cuthbert e Giles, entrambi morti con gran dolore per Roland stesso. Sempre più nella disperazione, Roland attraverserà con difficoltà un fiume e si troverà in regioni sempre più malridotte. A confortare Roland arriva però un grande uccello nero, che gli ricorda l'angelo della distruzione nella Bibbia ebraica, Apollion, e ciò gli dà la forza di giungere alla Torre, subito dopo delle montagne. Nei pressi della Torre, Roland incontra tutti gli avventurieri che hanno fallito nel raggiungere la Torre e si porta il corno alle labbra, gridando: "Childe Roland alla Torre Nera giunse".  Non viene chiarito cosa Roland trovi all'interno della Torre.

## Interpretazioni
William Lyon Phelps dà tre possibili interpretazioni al poema: nella prima, la Torre Nera rappresenta la ricerca cavalleresca. Nella seconda, Phelps ipotizza che il messaggio fosse che il successo arriva attraverso il fallimento e che la fine rappresenti solo la realizzazione di una cosa inutile. Nella terza interpretazione, la Torre rappresenta la dannazione perpetua.

## Ispirazioni
Il titolo è contenuto nell'ultimo verso del poema ed era già contenuto nel Re Lear di William Shakespeare.
A sua volta Shakespeare potrebbe aver preso ispirazione da vari racconti popolari, ma in ogni caso non sembrano esserci ulteriori legami tra il Re Lear, o altre opere di Shakespeare, e il poema di Browning. Lo stesso Browning affermò che il poema gli era giunto in sogno.

## Influenze
Alcuni autori moderni hanno tratto ispirazione dal poema per alcune loro opere. Ecco le principali:
- La serie La Torre Nera di Stephen King. Inoltre all'interno dell'ultimo libro della serie vengono riportate la prima, la seconda, la tredicesima, la quattordicesima e la sedicesima strofe.
- Il poema, edito nel 1927, From the Dark Tower di Countee Cullen.
- Il romanzo breve del 2001 Diamond Dogs di Alastair Reynolds.
- Il Ciclo dei Dorsai di Gordon R. Dickson. Tra le altre ispirazioni, titolo originale della serie, Childe Cycle rimanda al titolo del poema.
- Il ciclo Witch World della prolifica autrice Andre Norton.
- Il romanzo Elidor di Alan Garner.
- La puntata speciale per il ventesimo anniversario della celebre serie televisiva britannica Doctor Who, "The Five Doctors", contiene diversi riferimenti al poema.
- Nel racconto Storia di un tifone al largo della costa del Giappone di Jack London il personaggio Bassett pensa alla torre "oscura" e fantastica sulla tromba di Childe Roland
- Il poema ha anche ispirato Antonia Susan Byatt per il personaggio di Roland Michell. Il personaggio ha una storia d'amore con Maud Bailey, personaggio il cui cognome in inglese significa "bastione" o anche "torre".

## Curiosità
- Sebbene la formula non sia stata molto attestata, si presume che in inglese medievale Childe fosse una forma per indicare un cavaliere. All'interno della serie della Torre Nera di King, Childe significa 'cercatore'.